# 西宁州 (元朝)
西宁州，中国元朝时设置的州。
金宣宗兴定三年（1219年）金朝升获鹿县为镇宁州。蒙古帝国攻打金朝，改镇宁州置西宁州，隶属于真定路。治所即今河北省鹿泉市。辖境相当今河北鹿泉市一带。元太宗七年（1235年）降西宁州为获鹿县。